# 平野早香
平野早香（ひらの さやか、1988年7月5日 - ）は、東京都出身のタレント。エム・エーフィールド所属。

## 出演
- 雑誌
  - B.L.T.
- ドラマ
  - チェケラッチョ!! in TOKYO（2006年、フジテレビ）
  - 東京タワー ～オカンとボクと、時々、オトン～（2007年、フジテレビ）
  - ライフ〜壮絶なイジメと闘う少女の物語〜（2007年、フジテレビ） - 佐藤礼奈 役
  - ラスト・フレンズ（2008年、フジテレビ）
- 映画
  - 誰も守ってくれない（2008年）